# Helden (Attendorn)
Helden ist ein Ortsteil der Stadt Attendorn im Kreis Olpe (Nordrhein-Westfalen) und hat 1203 Einwohner (Stand 30. Juni 2024). Durch den Ort fließt die Repe. Die Gründung Heldens geht auf das 11. Jahrhundert zurück.

## Geschichte
Es gibt die Vermutung, dass der Name Helden darauf zurückgeht, dass der Ort auf einer Halde erbaut wurde.
Die Existenz des Ortes Helden lässt sich in der Pickert'schen Urkundensammlung bis in die erste Hälfte des 13. Jahrhunderts zurückverfolgen. Vielfach wird Helden (oder auch Hildene, Heldene u. Hylden) als Herkunftsbezeichnung von Personen verwendet. So erscheinen gemäß einer Urkunde aus dem Jahr 1230 Theodericus et Heribordus de Hildene in einer Verhandlung als Zeugen. Bereits 1187 wird ein Sifrid von Helden (de Eldene) in einer Sache des Erzbischofs Phylipp von Köln (Philipp von Heinsberg, 1167–1191 EB) und dem Kloster Oelinghausen als Zeuge genannt. Die heutige Ortsbezeichnung „Helden“ enthält ein Dokument aus dem Jahr 1256. Demnach verspricht Theodericus miles dictus de Heldene in einer zu Bilstein geschriebenen Urkunde dem Kloster Bredelar vor Gericht die Zahlung einer Jahresrente von 3 Schillingen aus seinem Hofe (curia) „zu Helden“.
Ein Schatzungsregister (diente der Erhebung von Steuern) aus dem Jahr 1543 gibt Anhaltspunkte für die damalige Größe des Ortes. Es werden für das „Dorff Hilden“ insgesamt 13 Steuerpflichtige genannt, wovon 9 ihre Steuern in Goldgulden zu entrichten hatten. Es dürfte sich hier um vergleichsweise wohlhabende Hof- bzw. Hausbesitzer gehandelt haben.
Der größere Teil der Gemeinde Helden mit mehr als 31 km² wurde durch das Gesetz zur Neugliederung des Landkreises Olpe am 1. Juli 1969 in die Stadt Attendorn eingegliedert. Ein kleinerer Teil mit weniger als 8 km² kam zum gleichen Zeitpunkt zur Stadt Olpe.
2010 wurde auf Initiative der „Heldener Natur- und Heimatfreunde“ ein Dorfentwicklungsplan für das „Kirchspiel Helden“ erstellt.

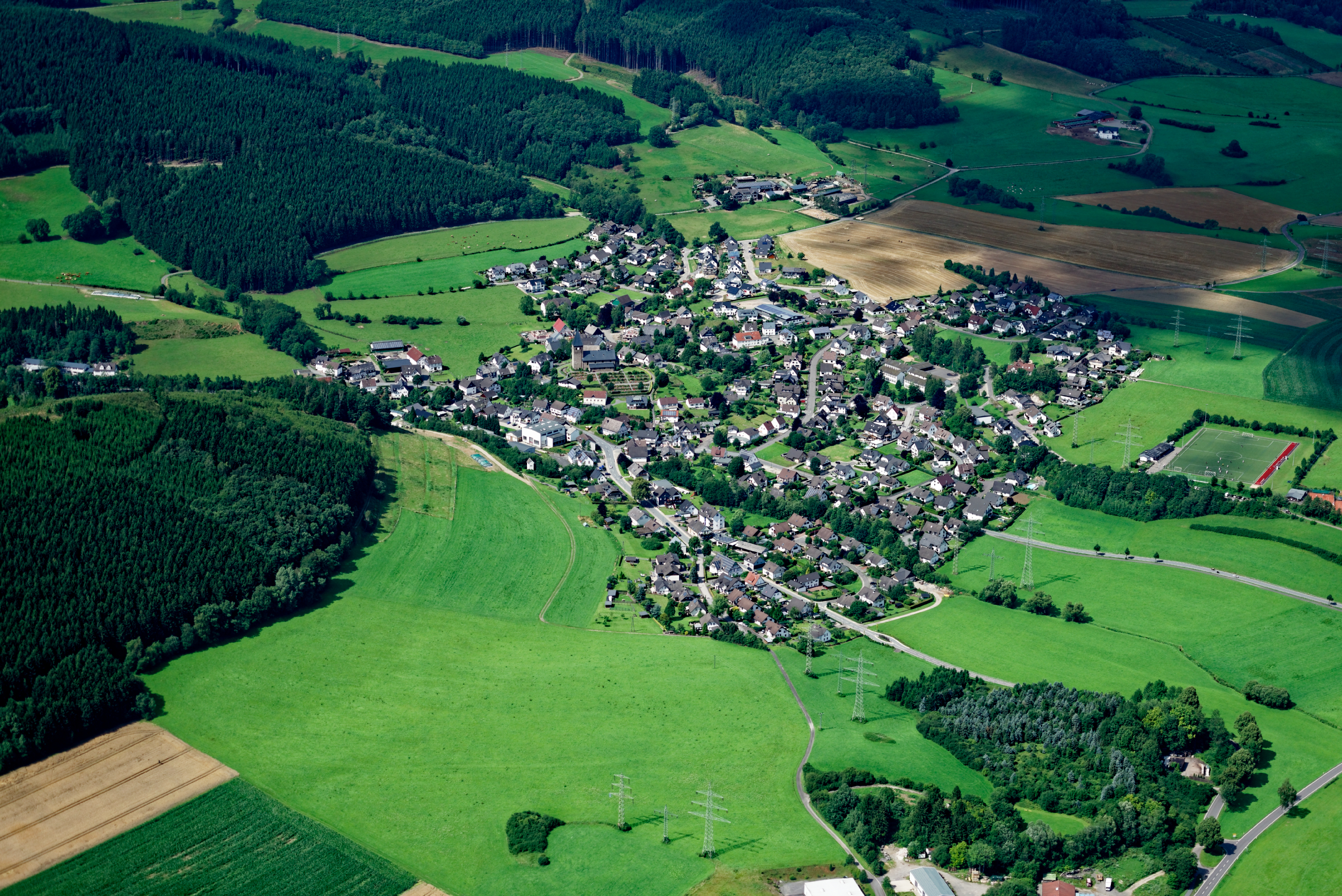
Luftbild von Helden

Im April 2011 wurde bekannt, dass die RWE-Tochter Amprion eine neue 380-kV-Hochspannungsleitung dicht an der Wohnbebauung in Helden entlang bauen will. Die neuen Masten sollen eine Höhe von bis zu 65 Metern haben.
Weitere Hinweise zur frühen Ortsgeschichte enthält der Folgeabschnitt.

## Sehenswürdigkeiten

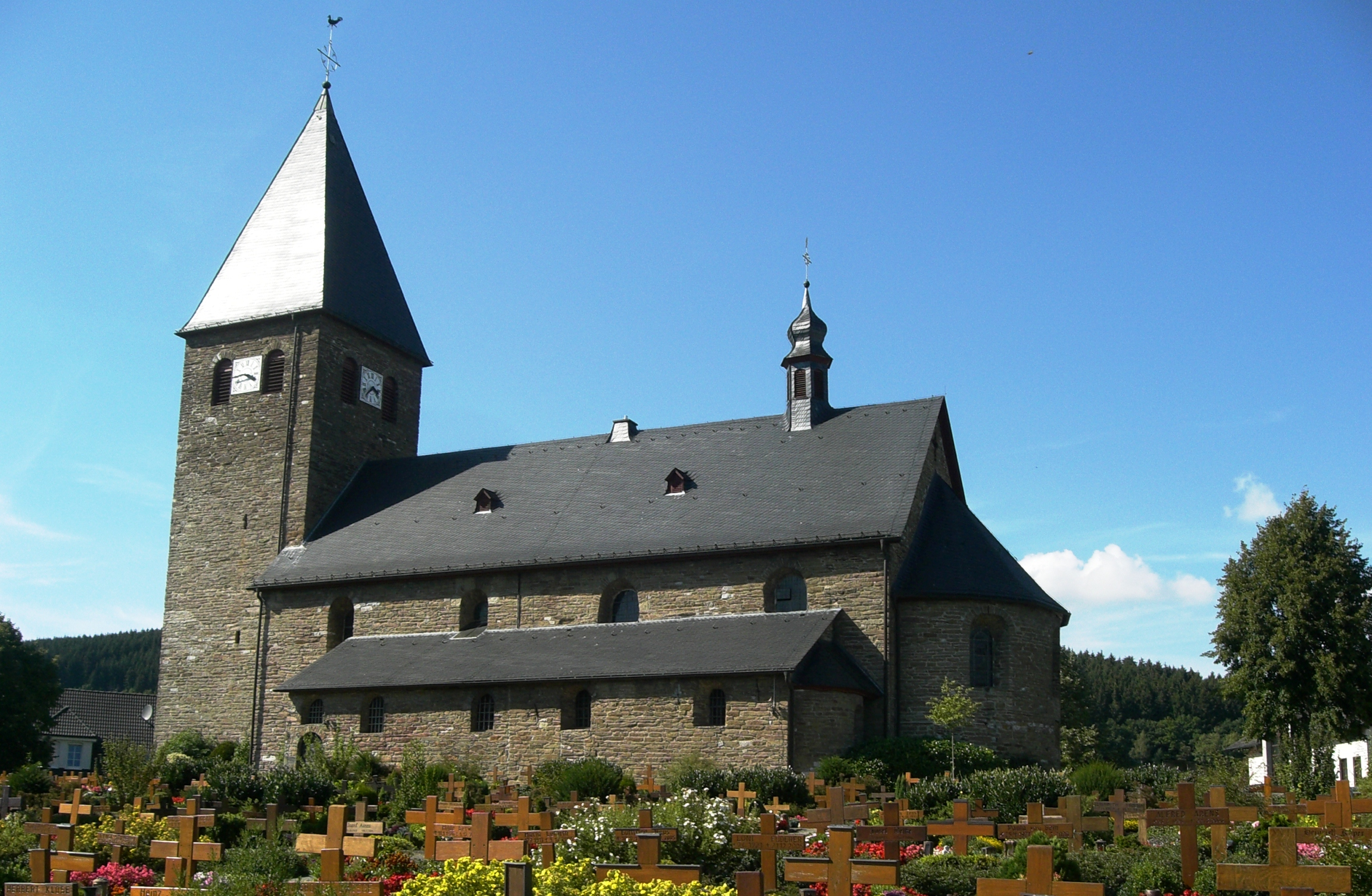
St. Hippolytus Helden

Schon von Weitem sieht man die im 11. Jahrhundert erbaute romanische Kirche St. Hippolytus. Die Kirche wurde auf einem Felssporn in der Mitte des Dorfes errichtet. Gründer der Kirche ist Anno II., dies geht aus einer Urkunde des Erzbischofs Konrad von Hochstaden aus dem Jahre 1253 hervor. Das Gebäude wurde aus dicken Bruchsteinen erbaut. Auf dem Boden wurde stellenweise ein lokal abgebauter Marmor namens Heldener Rot,  Heldenrot oder Repetaler Marmor verlegt. Dieser Stein wurde auch außerhalb des Sauerlandes eingesetzt, so z. B. in der Neuen Reichskanzlei (Wände), dem Reichsluftfahrtministerium (heute: Detlev-Rohwedder-Haus, Eingangshalle u. Treppenhaus), im Königsberger Schloss (Säulen) und im Berliner Stadtschloss (Treppen). Unter dem Altarraum befindet sich eine Krypta. In dieser wurde 1935 eine romanische Gewölbemalerei und eine Sepulkrumnische mit weiteren Malereien von hohem Wert entdeckt. Sie gehören zu den ältesten zusammenhängenden romanischen Malereien in Westfalen. Von der Innenausstattung der Kirche sind besonders sehenswert der spätgotische Apostelzyklus, die barocke Kanzel des Attendorner Bildhauers Johann Sasse und Reste der barocken Bestuhlung.
Sehr eindrucksvoll zeigt sich der Friedhof an der Südseite der Kirche. In alter Tradition sind die Grabstätten für die Verstorbenen einheitlich gestaltet, ein sichtbares Zeichen für die Aussage: „Im Tode sind alle Menschen gleich“.

## Vereine
Helden hat wie viele Sauerländer Orte ein reiches Vereinsleben. Die St.-Sebastianus-Schützenbruderschaft veranstaltet jährlich im Juli ihr Schützenfest in der eigenen Schützenhalle. Sehenswert ist dabei immer der Festumzug am Sonntag. Das Dorf besitzt außerdem ein eigenes Tambourcorps, einen Männergesangsverein und einen Musikverein. Die Freiwillige Feuerwehr sorgt für den Brandschutz und die allgemeine Hilfe.
Die Heldener Natur- und Heimatfreunde kümmern sich um die Belange des Ortes. 2007 beantragte der Verein, dass von der Stadtverwaltung ein Dorfentwicklungsplan erstellt wird, was schließlich im Jahr 2010 auch erfolgte. Helden besitzt außerdem einen Kunstrasen-Fußballplatz und eine Tennisanlage, die von den lokalen Sportvereinen genutzt werden.

## Bildungseinrichtungen
Helden besitzt einen eigenen Kindergarten, der von einem Elternverein betrieben wird. Am Ort befindet sich außerdem eine Grundschule: Die Städtische Katholische Mariengrundschule Helden.

## Wirtschaft
Der Ort ist eher landwirtschaftlich und touristisch geprägt. Neben einer Gaststätte gibt es einige Pensionen und Ferienwohnungen, außerdem zwei Vollerwerbsbauernhöfe. Helden besitzt weiter einen kleinen Lebensmittelmarkt, eine Tankstelle und einige kleine verarbeitende Betriebe. Die Nähe zur Stadt Attendorn bietet aufgrund der vorhandenen Industrie weitere Beschäftigungsmöglichkeiten für die Einwohner.